# Steatorrhoe
Als Steatorrhoe (auch Steatorrhö, Stearrhö) bzw. Pankreasstuhl oder Fettstuhl wird eine pathologische Erhöhung des Fettgehalts im Stuhl bezeichnet. Sie ist Folge einer Fettverdauungsstörung (Malassimilation).
Steatorrhoe ist durch einen voluminösen, lehmfarbenen, schaumigen Stuhl mit penetrantem Geruch gekennzeichnet. Häufige Begleitsymptome sind Blähungen, Völlegefühl, Neigung zu Durchfällen sowie Bauchschmerzen.
Es werden zwei grundlegende Formen der Fettverdauungsstörung unterschieden, die zu Fettstuhl führen: 
- Maldigestion: Störung der Molekülspaltung
- Malabsorption: Störung der Aufnahme oder/und des Abtransports der Spaltprodukte

Bei Steatorrhoe werden die Nahrungsfette von den Lipasen im Dünndarm ungenügend gespalten oder/und nur mangelhaft resorbiert. Man spricht von Steatorrhoe, wenn bei Erwachsenen unter normaler Fettzufuhr von 60–80 g pro Tag die Gesamtfettausscheidung im 24-Stunden-Stuhl 7 g übersteigt.

## Auftreten und Behandlung
- Bei Zöliakie: Durch die Schädigungen des Darmgewebes kommt es zu einer erheblichen Beeinträchtigung der Verdauung. Auch die Nahrungsfette werden nicht mehr ausreichend resorbiert und verbleiben unverdaut im Verdauungstrakt. Momentan ist die einzige gesicherte Möglichkeit, die Krankheit zu behandeln und damit Symptome wie Steatorrhoe zu minimieren, eine lebenslange glutenfreie Diät, wodurch sich die Darmschleimhaut wieder erholt und auch die Risiken der Langzeitfolgen sinken.
- Bei exokriner Pankreasinsuffizienz: Die fehlenden Enzyme des Pankreassekrets können in Form von Pankreatin und/oder Rizoenzymen zur Einnahme mit den Mahlzeiten ersetzt werden. Die auf diese Weise zugeführten Lipasen spalten Nahrungsfette, wodurch die Resorption verbessert und die Fettausscheidung vermindert wird.
- Bei Morbus Crohn: Grundsätzlich unterscheidet man bei der Therapie zwischen der Schubtherapie und der Remissionserhaltung. Ziel der Schubtherapie ist bei Verschlechterung, das heißt bei Vorliegen eines Schubs, die Linderung der akuten Symptome. Mit der remissionserhaltenden Therapie soll die Zahl der Schübe verringert werden, es soll also die Zeit der Remission verlängert werden. Die konservativen (Medikamente) und operativen Therapieansätze ergänzen sich dabei. Bei Auftreten von Fettstühlen sollte ein teilweiser Ersatz des üblichen Nahrungsfetts durch leicht verdauliche mittelkettige Triglyzeride (MCT-Fette) erfolgen. Zudem sollten fettarme Nahrungsmittel und Zubereitungsmethoden angewendet werden.
- Bei Pankreatitis: Bei einer chronischen Bauchspeicheldrüsen-Entzündung muss der Patient lebenslang auf Alkohol verzichten. Zudem werden bei bestehender Pankreasinsuffizienz im Rahmen einer chronischen Pankreatitis die fehlenden Verdauungsenzyme, insbesondere die Lipase, in Form von Pankreatin und/oder Rizoenzymen zu den Mahlzeiten eingenommen. Allerdings ist eine Enzymgabe nicht im akuten Schub einer chronischen Pankreatitis oder bei einer akuten Bauchspeicheldrüsen-Entzündung angezeigt.
- Bei Pankreaskarzinom: Die Behandlung von Bauchspeicheldrüsenkrebs sieht meist eine operative Entfernung der Tumoren vor. Weitere operative Eingriffe sind unter Umständen auch zur Symptomlinderung vorgesehen (z. B. ein Stent in die Gallengänge, um die Durchgängigkeit zu gewährleisten). Medikamentös erfolgt die Behandlung der Symptome wie Steatorrhoe – wie bei anderen Erkrankungen des Pankreas – auf Basis der Enzymersatztherapie durch Rizoenzyme und/oder Pankreatin.
- Bei der Obstruktion des Gallengangs durch einen Gallenstein (Choledocholithiasis): Rufen Gallensteine Fettstuhl und andere gesundheitliche Beschwerden hervor, muss die Ursache behandelt werden (also Steine entfernt werden), denn ohne ausreichende Gallenflüssigkeit kommt es zu Störungen in der Fettverdauung und einem entsprechend hohen Fettgehalt im Stuhl. Die Entfernung von Gallensteinen kann beispielsweise medikamentös mit Hilfe sogenannter Ursodesoxycholsäure oder Chenodesoxycholsäure durch Auflösung erfolgen oder mechanisch mit Hilfe der extrakorporalen Stoßwellenlithotripsie. Hierbei werden die Steine mit Stoßwellen zertrümmert.
- Bei Cholangitis: Eine Entzündung der Gallenwege wird meistens durch Bakterien oder Gallensteine verursacht und geht mit Fieber, Gelbfärbung der Haut, Oberbauchschmerzen und Verdauungsbeschwerden wie Fettstühle einher. Die Behandlung erfolgt – je nach Ursache – durch Antibiotika oder eine Gallensteinentfernung. Sofern die Cholangitis ausheilt und Gallensteine entfernt werden, ist die Prognose sehr gut.
- Bei Malassimilation durch bakterielle Überbesiedelung des Dünndarms. Auch hier richtet sich die Therapie des Fettstuhls nach der Grunderkrankung (z. B. chronisch entzündliche Darmerkrankung, Zöliakie, Mukoviszidose oder exokrine Pankreasinsuffizienz). Durch die bakterielle Fehlbesiedelung wird der Dünndarm in seiner Funktion als Organ für die Nährstoffaufnahme (z. B. Fette, Vitamine und Mineralstoffe) behindert. Zudem erfolgt eine Dekonjugation von Gallensäuren, wodurch die Fettresorption gestört wird. Bei einer bakteriellen Überbesiedlung bewährt sich eine Darmsanierung durch lokal begrenzte Antibiotikabehandlung, die Beseitigung der Ursachen (z. B. Motilitätsstörungen), eine Supplementierung der unzureichend aufgenommenen Nährstoffe sowie eine Enzymersatztherapie bei zugrunde liegenden Funktionsstörungen des Pankreas.[2]
- Nach operativer Entfernung eines Dünndarmteils (Kurzdarmsyndrom): Bei der Entfernung von Teilen des Dünndarms kommt es zu verschiedenen Komplikationen, da die verschiedenen Abschnitte unterschiedliche Aufgaben bei der Verdauung und Nährstoffaufnahme haben. Fettstühle entstehen unter anderem dadurch, dass im verbleibenden Darm zu wenig Fett resorbiert wird. Patienten mit Kurzdarmsyndrom erhalten eine auf ihr Krankheitsbild abgestimmte Ernährungstherapie, um eine ausgeprägte Mangelernährung zu vermeiden. Bei massiven Fettstühlen ist eine kohlenhydratreiche Kost empfohlen. Der Anteil mittelkettiger Fettsäuren (MCT) an den Triglyceriden sollte auf 50 bis 75 Prozent erhöht werden.
- Als Nebenwirkung von Medikamenten zur Gewichtsreduktion (Orlistat) oder bestimmter Antibiotika, z. B. Doxycyclin. Während Steatorrhoe als Nebenwirkung einer Antibiotikatherapie nur bis zu einem gewissen Grad durch die Einnahme des Arzneimittels nach oder mit den Mahlzeiten reduziert werden kann, lässt sich bei Orlistat die Ausprägung des Fettstuhls über die aufgenommene Fettmenge teilweise regulieren. Orlistat hemmt die körpereigene Pankreaslipase und sorgt so dafür, dass ein Teil des Fettes unverdaut ausgeschieden wird. Wird die über die Nahrung aufgenommene Fettmenge bei gleichzeitigem Einsatz von Orlistat nicht reduziert, kommt es zu massiven Fettstühlen, die im Rahmen der Therapie nur gebessert werden können, wenn die Fettaufnahme eingeschränkt wird.